# Broj 1 domaći singlovi 2009. (Hrvatska)
Popis broj 1 domaćih singlova u 2009. godini u Hrvatskoj.

## Popis
| Datum         | Zabavna/narodna glazba | Zabavna/narodna glazba         | Pop-rock/urbana glazba | Pop-rock/urbana glazba        | Izvori        |
| Datum         | Izvođač                | Skladba                        | Izvođač                | Skladba                       | Izvori        |
| ------------- | ---------------------- | ------------------------------ | ---------------------- | ----------------------------- | ------------- |
| 10. siječnja  | Miroslav Škoro         | "Jorgovan"                     | Nina Badrić            | "Dodiri od stakla"            | [ 1 ] [ 2 ]   |
| 17. siječnja  | Miroslav Škoro         | "Jorgovan"                     | Nina Badrić            | "Dodiri od stakla"            | [ 3 ] [ 4 ]   |
| 24. siječnja  | Miroslav Škoro         | "Jorgovan"                     | Nina Badrić            | "Dodiri od stakla"            | [ 5 ] [ 6 ]   |
| 31. siječnja  | Miroslav Škoro         | "Jorgovan"                     | Nina Badrić            | "Dodiri od stakla"            | [ 7 ] [ 8 ]   |
| 7. veljače    | Miroslav Škoro         | "Jorgovan"                     | Nina Badrić            | "Dodiri od stakla"            | [ 9 ] [ 10 ]  |
| 14. veljače   | Miroslav Škoro         | "Jorgovan"                     | Nina Badrić            | "Dodiri od stakla"            | [ 11 ] [ 12 ] |
| 21. veljače   | Miroslav Škoro         | "Jorgovan"                     | Nina Badrić            | "Dodiri od stakla"            | [ 13 ] [ 14 ] |
| 28. veljače   | Miroslav Škoro         | "Jorgovan"                     | Nina Badrić            | "Dodiri od stakla"            | [ 15 ] [ 16 ] |
| 7. ožujka     | Miroslav Škoro         | "Jorgovan"                     | Toše Proeski           | "Srećo ne krivi me"           | [ 17 ] [ 18 ] |
| 14. ožujka    | Miroslav Škoro         | "Jorgovan"                     | Toše Proeski           | "Srećo ne krivi me"           | [ 19 ] [ 20 ] |
| 21. ožujka    | Miroslav Škoro         | "Jorgovan"                     | Toše Proeski           | "Srećo ne krivi me"           | [ 21 ] [ 22 ] |
| 28. ožujka    | Miroslav Škoro         | "Jorgovan"                     | Toše Proeski           | "Srećo ne krivi me"           | [ 23 ] [ 24 ] |
| 4. travnja    | Halid Bešlić           | "Dvadesete"                    | Toše Proeski           | "Srećo ne krivi me"           | [ 25 ] [ 26 ] |
| 11. travnja   | Leo i Trenk            | "Poljubac pomirenja"           | Toše Proeski           | "Srećo ne krivi me"           | [ 27 ] [ 28 ] |
| 18. travnja   | Miroslav Škoro         | "Domovina"                     | Toše Proeski           | "Srećo ne krivi me"           | [ 29 ] [ 30 ] |
| 25. travnja   | Miroslav Škoro         | "Domovina"                     | Toše Proeski           | "Srećo ne krivi me"           | [ 31 ] [ 32 ] |
| 2. svibnja    | Miroslav Škoro         | "Domovina"                     | Toše Proeski           | "Srećo ne krivi me"           | [ 33 ] [ 34 ] |
| 9. svibnja    | Miroslav Škoro         | "Domovina"                     | Hari i Nina            | "Ne mogu ti reći što je tuga" | [ 35 ] [ 36 ] |
| 16. svibnja   | Miroslav Škoro         | "Domovina"                     | Hari i Nina            | "Ne mogu ti reći što je tuga" | [ 37 ] [ 38 ] |
| 23. svibnja   | Miroslav Škoro         | "Domovina"                     | Hari i Nina            | "Ne mogu ti reći što je tuga" | [ 39 ] [ 40 ] |
| 30. svibnja   | Miroslav Škoro         | "Domovina"                     | Hari i Nina            | "Ne mogu ti reći što je tuga" | [ 41 ] [ 42 ] |
| 6. lipnja     | Miroslav Škoro         | "Domovina"                     | Hari i Nina            | "Ne mogu ti reći što je tuga" | [ 43 ] [ 44 ] |
| 13. lipnja    | Miroslav Škoro         | "Domovina"                     | Hari i Nina            | "Ne mogu ti reći što je tuga" | [ 45 ] [ 46 ] |
| 20. lipnja    | Miroslav Škoro         | "Domovina"                     | Hari i Nina            | "Ne mogu ti reći što je tuga" | [ 47 ] [ 48 ] |
| 27. lipnja    | Miroslav Škoro         | "Domovina"                     | Hari i Nina            | "Ne mogu ti reći što je tuga" | [ 49 ] [ 50 ] |
| 4. srpnja     | Miroslav Škoro         | "Domovina"                     | Hari i Nina            | "Ne mogu ti reći što je tuga" | [ 51 ] [ 52 ] |
| 11. srpnja    | Miroslav Škoro         | "Domovina"                     | Hari i Nina            | "Ne mogu ti reći što je tuga" | [ 53 ] [ 54 ] |
| 18. srpnja    | Miroslav Škoro         | "Domovina"                     | Hari i Nina            | "Ne mogu ti reći što je tuga" | [ 55 ] [ 56 ] |
| 25. srpnja    | Miroslav Škoro         | "Domovina"                     | Franka Batelić         | "Možda volim te"              | [ 57 ] [ 58 ] |
| 1. kolovoza   | Miroslav Škoro         | "Domovina"                     | Franka Batelić         | "Možda volim te"              | [ 59 ] [ 60 ] |
| 8. kolovoza   | Jole                   | "Samac"                        | Franka Batelić         | "Možda volim te"              | [ 61 ] [ 62 ] |
| 15. kolovoza  | Jole                   | "Samac"                        | Franka Batelić         | "Možda volim te"              | [ 63 ] [ 64 ] |
| 22. kolovoza  | Jole                   | "Samac"                        | Franka Batelić         | "Možda volim te"              | [ 65 ] [ 66 ] |
| 29. kolovoza  | Baruni                 | "Dušo moja nije meni lako"     | Franka Batelić         | "Možda volim te"              | [ 67 ] [ 68 ] |
| 5. rujna      | Jole                   | "Samac"                        | Hari i Nina            | "Ne mogu ti reći što je tuga" | [ 69 ] [ 70 ] |
| 12. rujna     | Baruni                 | "Dušo moja nije meni lako"     | Franka Batelić         | "Možda volim te"              | [ 71 ] [ 72 ] |
| 19. rujna     | Baruni                 | "Dušo moja nije meni lako"     | Sergej Ćetković        | "Pogledi u tami"              | [ 73 ] [ 74 ] |
| 27. rujna     | Baruni                 | "Dušo moja nije meni lako"     | Franka Batelić         | "Možda volim te"              | [ 75 ] [ 76 ] |
| 3. listopada  | Baruni                 | "Dušo moja nije meni lako"     | Franka Batelić         | "Možda volim te"              | [ 77 ] [ 78 ] |
| 10. listopada | Baruni                 | "Dušo moja nije meni lako"     | Sergej Ćetković        | "Pogledi u tami"              | [ 79 ] [ 80 ] |
| 17. listopada | Baruni                 | "Dušo moja nije meni lako"     | Nina Badrić            | "Ne dam te nikome"            | [ 81 ] [ 82 ] |
| 24. listopada | Baruni                 | "Dušo moja nije meni lako"     | Nina Badrić            | "Ne dam te nikome"            | [ 83 ] [ 84 ] |
| 31. listopada | Baruni                 | "Dušo moja nije meni lako"     | Nina Badrić            | "Ne dam te nikome"            | [ 85 ] [ 86 ] |
| 7. studenog   | Baruni                 | "Dušo moja nije meni lako"     | Nina Badrić            | "Ne dam te nikome"            | [ 87 ] [ 88 ] |
| 14. studenog  | Baruni                 | "Dušo moja nije meni lako"     | Nina Badrić            | "Ne dam te nikome"            | [ 89 ] [ 90 ] |
| 21. studenog  | Baruni                 | "Dušo moja nije meni lako"     | Nina Badrić            | "Ne dam te nikome"            | [ 91 ] [ 92 ] |
| 28. studenog  | Baruni                 | "Dušo moja nije meni lako"     | Nina Badrić            | "Ne dam te nikome"            | [ 93 ] [ 94 ] |
| 5. prosinca   | Baruni                 | "Dušo moja nije meni lako"     | Nina Badrić            | "Ne dam te nikome"            | [ 95 ] [ 96 ] |
| 12. prosinca  | Baruni                 | "Dušo moja nije meni lako"     | Nina Badrić            | "Ne dam te nikome"            | [ 97 ] [ 98 ] |
| 19. prosinca  | Zlatko Pejaković       | "Siromah sam, nije me sramota" | Bojan Jambrošić        | "Preko ruba vremena"          | [ 97 ] [ 98 ] |
| 26. prosinca  | Zlatko Pejaković       | "Siromah sam, nije me sramota" | Franka Batelić         | "Moje najdraže"               | [ 97 ] [ 98 ] |